# محمد السید (شمشیرباز)
محمد السید (عربی مصری: محمد السيد؛ زادهٔ ۳ مارس ۲۰۰۳) شمشیرباز اهل مصر است.
وی در مسابقات کشوری و بین‌المللی در مجموع برندهٔ ۲ مدال طلا، ۱ مدال برنز شده است.